# QOOB
QOOB è stato un canale disponibile sul digitale terrestre, satellitare e su internet in streaming.

## Storia
Prodotto da MTV Italia S.r.l., società allora partecipata da Telecom Italia Media e MTV Networks Europe, QOOB inizia a muovere i primi passi nel novembre 2005 come YOS, un canale dall'aspetto ‘underground’ e clandestino, fatto di soli videoclip musicali alternativi intervallati da cortometraggi artistoidi e spesso deliranti (tra cui spezzoni di film-culto della Troma).
Qualche mese dopo, l'8 aprile 2006, viene svelato a tutti il mistero dell'appena ribattezzato FLUX, un cross-media a 360 gradi senza frontiere (con un sito sia italiano che internazionale): FLUX è uno showcase dei migliori contenuti di formato breve in circolazione, dal comedy ai documentari, organizzati in un flusso casuale che alterna videoclip a frasi a effetto, corti cinematografici ad animazioni in 3D.
A un anno dall'accensione di Yos, il 30 novembre 2006, dimostrando una natura organica e in continua evoluzione, FLUX diventa QOOB digitalizzando tutte le sue frequenze e permettendo così la nascita del secondo multiplex digitale terrestre TIMB 1.
Dal 1º gennaio al 9 febbraio 2009 QOOB sospende le trasmissioni sul digitale terrestre per poi tornare visibile dopo una serie di questioni legali e burocratiche, sulle frequenze del mux TIMB 1 fino al 1º novembre 2009.
Il 2 novembre 2010 QOOB cessa definitivamente le proprie trasmissioni anche attraverso il sito internet, anche se la chiusura definitiva annunciata sul sito era prevista per il 31 ottobre.

## QOOB Factory
La QOOB Factory si è occupata del finanziamento e della produzione di contenuti, tra cui:
- Tech Stuff (Italia), un documentario in 10 puntate su tecniche, artisti e strumenti della musica elettronica, realizzato da The Box Films e scritto da Giorgio Sancristoforo, anche conosciuto come l'utente qoob Tobor Experiment.
- Videogame Theater (Usa), realizzata dalla casa di produzione losangelina Puppetown Inc., è una serie di 14 episodi che ripropongono la vita di personaggi di videogame degli anni '80 e '90 in forma parodica.
- My Name is Eloquens (Italia), serie animata realizzata dai qoober Cuvano e Johnny_Maracas, è un esilarante spaccato di vita del cyber-rapper Eloquens, il più cinico dei critici dell'Italian lifestyle.
- Love Sport (Uk), serie animata che propone delle rivisitazioni folli di vari sport, realizzata da Grant Orchard e prodotta da Studio AKA.
- La Seconda Morte di Lazzaro (Italia), serie animata realizzata dai qoober Gaiezza (Gaia Bracco) e Nellambito (Leonardo Settimelli), è una dissacrante rivisitazione in chiave comica della resurrezione di Lazzaro.
- User Guides (Uk), piccoli "manuali d'uso" su come affrontare gli inconvenienti di tutti i giorni, con molto sense of humour. Creata da Richard Fenwick, stimato regista britannico della new wave, è prodotta da Onedotzero.
- Spider (Australia), cortometraggio diretto dal wonderboy australiano Nash Edgerton (lo stuntman di Ewan McGregor nella saga di Star Wars, regista di videoclip e commercial per The Directors Bureau di Roman Coppola), vincitore di 17 award in festival di tutto il mondo, tra cui una honorable mention in filmmaking al Sundance 2008.
- I Love Sarah Jane (Australia), cortometraggio diretto dal regista statunitense Spencer Susser, vincitore del Canal + Award al Festival international du court métrage de Clermont-Ferrand nel 2008.
- Usavich (Japan), serie animata realizzata da uno degli animatori eccellenti del paese del sol levante, Satoshi Tomioka. È stata co-finanziata da MTV Japan e Qoob.
- The Year of the Machine (UK), serie animata in 4 episodi che costituisce il primo passo del duo di designer Tokyoplastic nel mondo della narrativa.
- Grip Wrench (UK), serie animata che segue le vicissitudini dello stuntman più famoso e scervellato di Hollywood, tramite parodie di alcuni film che hanno fatto la storia del cinema d'azione. Realizzata dal britannico Rex Crowle.
- Urban Jungle (Italia), serie animata realizzata dall'utente Qoob Arkivio (Hermes Mangialardo), che descrive gli usi e i costumi degli animali metropolitani più diffusi: dall'indie al metallaro passando per l'emo.
- Wannabe a Filmmaker (Italia), serie di tutorial sulle regole base per fare il filmmaker, realizzata dall'utente Qoob LRNZ06, aka Lorenzo Sportiello, già studente del CSC di Roma.
- Col Sangue Agli Occhi (Italia), cortometraggio realizzato da Lorenzo Sportiello e prodotto dal CSC Roma. Una storia attuale, di disagio giovanil-metropolitano nella città immobile che è Roma.
- Celebrity Desktop (Uk), serie animata realizzata dal duo di animatori britannici Jokedisco, cavalca l'onda della febbre da celebrità e gossip degli ultimi anni per svelare come sono le star di fronte al computer.
- The Poor Man's Follies (Italia), documentario disponibile in longform e in serie di short indipendenti, sul leggendario parco di Coney Island e sulla sua community, i suoi freak e gli artisti burlesque, in lotta contro le speculazioni edilizie. Realizzato dal duo di filmmaker nostrani Istituto Micropunta.
- Tingis (Italia), altra realizzazione dell'Istituto Micropunta, è un documentario longform disponibile come serie di short per la fruizione online. Segue la storia di Tingis, un musicista underground italiano alla ricerca delle sue origini nord-africane, sulle orme della Beat Generation.
- Es Una Meta Posible (Italia), documentario che racconta Cuba da un punto di vista inedito ed affascinante, attraverso la passione per lo sport e le Olimpiadi. Realizzato da due giovani filmmaker italiani, Beppe Tufarulo e Giovanni Consonni, aka come Daitarn su qoob.
- Netherland Dwarf (Australia), cortometraggio scritto e diretto da David Michôd, uno dei ‘directors to watch’ dell'emisfero di sotto. Il corto ha già partecipato a vari festival internazionali (fra cui il Milano Film Festival) ed è entrato in selezione al Sundance Film Festival e Berlino 2009.
- Miracle Fish (Australia), cortometraggio scritto e diretto da Luke Doolan, alla sua opera prima dopo anni passati a fare cameraman e montaggio. Una struggente storia di un bambino che impara a una tenera età cosa vuol dire essere compassionevole. Il corto è stato selezionato al Sundance Film Festival 2009.
- Coristi per caso (Italia), cortometraggio opera prima realizzata dal qoober KinemaZOne. Una divertente storia di incomprensione musicale tra due detenuti che tentano di organizzare un piccolo coro.
- Videoclip musicali per: Gossip (gruppo musicale), Lightspeed Champion, Jovanotti, Giardini di Mirò, Verdena, Digitalism, Ellen Allien, The Whitest Boy Alive.
- The Andy Milonakis Show, striscia comica demenziale in cui Andy Milonakis interpreta un adolescente newyorkese alle prese con le situazioni più folli e incredibili.